# وی مثل وندتا (فیلم)
وی مثل وندتا (به انگلیسی: V for Vendetta) فیلمی دلهره‌آور سیاسی اکشن پادآرمان‌شهر محصول سال ۲۰۰۵ به کارگردانی جیمز مک‌تیگو و نویسندگی واچوفسکی‌ها است. این فیلم بر اساس داستان کمیک دی‌سی/ورتیگو به همین نام اثر آلن مور و دیوید لوید ساخته شده‌است. هوگو ویوینگ نقش وی که یک جنگجوی آنارشیست است را بازی می‌کند؛ وی تلاش می‌کند تا از طریق اقدامات تروریستی انقلاب کرده و حکومت را سرنگون کند. همچنین ناتالی پورتمن نقش ایوی را بازی می‌کند؛ ایوی زن جوان طبقه کارگر است که در مأموریت‌های وی با او همراه می‌شود. استیون ری نیز نقش کاراگاه پلیسی را بازی می‌کند که در پی دستگیری و توقف فعالیت‌های وی است.
تاریخ پیش‌بینی‌شده برای نمایش فیلم ۴ نوامبر ۲۰۰۵ (یک روز قبل از چهارصدمین سال برگزاری مراسم شب گای فاکس) بود ولی به دلایلی این فیلم با تأخیر در ۱۷ مارس ۲۰۰۶ به نمایش درآمد و با واکنش مثبت منتقدان روبه رو شد.
از وی مثل وندتا توسط بسیاری از گروه‌های سیاسی به عنوان تمثیلی از ظلم و ستم یاد شده‌است. لیبرترین‌ها و آنارشیست‌ها از آن برای ترویج عقاید خودشان استفاده کردند. دیوید لوید گفت: «صورتک گای فاکس دیگر یک نقاب معروف شده که در اعتراض‌ها از آن استفاده می‌شود—و من از این بابت خوشحالم، به نظرم این نقاب منحصر به فرد است و در بین مردم رواج دارد.»

## داستان
داستان فیلم در سال 2027 و در خلال دومین جنگ داخلی آمریکا رخ می‌دهد، جهان در جنگ و آشوب قرار دارد و یک بیماری به نام «ویروس سنت ماری» در سراسر اروپا پخش شده‌است. و یک دولت امنیتی نئوفاشیستی توسط حزب نورسفایر به سرپرستی آدام ساتلر انگلستان را اداره می‌کند. مخالفان سیاسی، مهاجران، یهودیان، مسلمانان، کافران و بسیاری از افراد در اردوگاه‌های کار اجباری زندانی و اعدام می‌شوند. نابرابری طبقاتی افزایش یافته و ایرلندی‌ها در طبقه اجتماعی پایین‌تری نسبت به نژاد نوردیک و بریتانیایی‌ها قرار می‌گیرند.
در ۴ نوامبر، فردی که خود را «وی» معرفی می‌کند و نقاب گای فاکس بر چهره دارد ایوی هموند _یکی از کارمندان شبکه تلویزیونی بریتانیا_ را از دست پلیس مخفی که به دلیل منع عبور و مرور در شب گرفتار شده بود نجات می‌دهد. او ایوی را به پشت بام خانه‌ای می‌برد و در آن جا تخریب عمارت اولد بیلی توسط مواد منفجره‌ای که خود وی ترتیب آن را داده بود تماشا می‌کند. او این تخریب را با آتش بازی و پخش ترانه اورتور ۱۸۱۲ چایکوفسکی همراه می‌کند. از بازرس فینچ خواسته می‌شود تا فعالیت‌های وی را مورد بررسی قرار دهد، این درحالی است که شبکه تلویزیونی بی‌تی‌ان این حادثه را «تخریب اورژانسی» اعلام می‌کند. وی پخش زنده این شبکه را قطع می‌کند و مردم را به دفاع در برابر حکومت تشویق می‌کند. وی همچنین اعلام می‌دارد در شب آتش سال آینده کاخ وست‌مینستر را از بین خواهد برد. وی در حین خارج شدن از ساختمان توسط پلیس تا مرز دستگیری می‌رود اما ایوی به او کمک می‌کند تا فرار کند، ایوی در اثر این کمک بی هوش می‌شود و وی او را به خانه اش می‌برد.
وی به ایوی می‌گوید که برای امنیت خودش باید یک سال در همین خانه بماند. وی لوئیس پروسترو، افسر ارشد نورسفایر و آنتونی لیلیمان، اسقف لندن را هم می‌کشد و ایوی پس از آن به خانه کمدین معروف گوردون دیتریش می‌رود. گوردون او را به خانه می‌پذیرد. در همین حین وی به سراغ دکتر دلیا سورریج رفته و حادثه ۲۰ سال پیش در کار اجباری و آزمایش‌های شهر لارکهیل را از زبان خود دکتر می‌شنود، اگرچه دکتر دلیا از کارهای گذشته اش پشیمان شده اما وی او را می‌کشد.
چندی بعد گوردون نمایشی تلویزیونی اجرا می‌کند و در آن آدام ساتلر را مسخره می‌کند. همان شب خانه گوردون مورد حمله قرار می‌گیرد و دستگیر می‌شود. تلاش ایوی برای فرار فایده ای ندارد و او هم دستگیر و زندانی می‌شود. ایوی به زندان می‌رود و مورد شکنجه قرار می‌گیرد. در این مدت او با خواندن یادداشت‌های فردی به نام «والری پیج» خود را سرگرم می‌سازد. در زندان به ایوی گفته می‌شود که اگر مکان وی را لو ندهد اعدام خواهد شد. ایوی اعدام را ترجیح می‌دهد اما در کمال ناباوری آزاد می‌شود. ایوی از زندان خارج می‌شود و متوجه می‌شود که در تمام این مدت در خانه وی بوده‌است. وی شخصاً او را در خانه گوردون دستگیر کرده و با شکنجه دادن او سعی در از بین بردن ترس ایوی داشته‌است. وی اظهار می‌کند یادداشت‌های موجود در زندان واقعی بوده‌است، او همچنین اطلاع می‌دهد گوردون زمانی که در خانه‌اش قرآن پیدا شده اعدام می‌شود. ایوی ابتدا از این ماجرا ناراحت و عصبانی می‌شود اما بعد مدتی احساس می‌کند واقعاً فردی قوی تر شده‌است، بنابراین وی را ترک می‌کند و قول می‌دهد قبل از ۵ نوامبر بازگردد.
بازرس فینچ با بررسی مطالبی در روزنامه‌های قدیمی پی می‌برد که وی نتیجه آزمایش‌های انسانی بوده. او می‌فهمد وی در جنگ بیولوژیک در لارکهیل آتش می‌گیرد. فینچ، ویلیام روک وود را ملاقات می‌کند و به او می‌گوید که این برنامه و ویروس مرگبار سنت ماری توسط ساتلر و کریدی (یکی از رهبران حزب نورسفایر) به کشور انتقال یافته‌است.
همان‌طور که به زمان ۵ نوامبر نزدیک می‌شود. وی هزاران ماسک گای فاکس را در شهر توزیع می‌کند. در این وضعیت در شهر آشوب و هرج و مرج به پا می‌شود. چندی بعد ایوی برای وفا به قولش نزد وی می‌رود. وی به او قطاری مملو از مواد منفجره را نشان می‌دهد که در متروی لندن رها شده بود. مسیر این قطار مجلس است و می‌تواند آن جا را از بین ببرد. وی استفاده از قطار را بر عهده ایوی می‌گذارد و به سراغ کریدی می‌رود. او قبلاً با کریدی قراری گذاشته بود که در ازای ساتلر خودش را تسلیم کند. کریدی ساتلر را می‌کشد، پس از آن وی با کریدی و مردانش می‌جنگد و تمام آن‌ها را از بین می‌برد. او زخمی نزد ایوی بر می‌گردد و قبل از مرگ می‌گوید که ایوی را دوست دارد.
ایوی بدن مرده وی را در قطار قرار می‌دهد، در همین حین فینچ نزد ایوی می‌آید اما به دلیل مخالفت با حزب، اجازه می‌دهد تا قطار حرکت کند. در این حین در شهر مردم شورش کرده و به سمت مجلس راهپیمایی می‌کنند. ارتش جلوی مردم را نمی‌گیرد و مردم به سمت مجلس راهپیمایی می‌کنند. در آخر مجلس نابود می‌شود. در پایان فیلم فینچ از ایوی هویت وی را می‌پرسد و ایوی پاسخ می‌دهد: «او همه ما بود»

## بازیگران

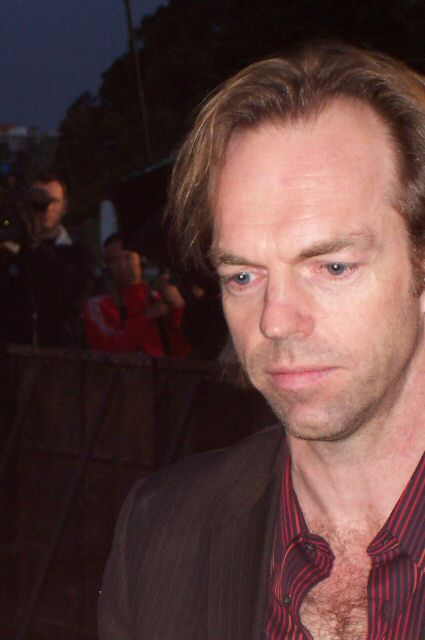
هوگو ویوینگ بازیگر نقش وی، چهره او در تمام مدت فیلم زیر نقاب پوشیده شده.

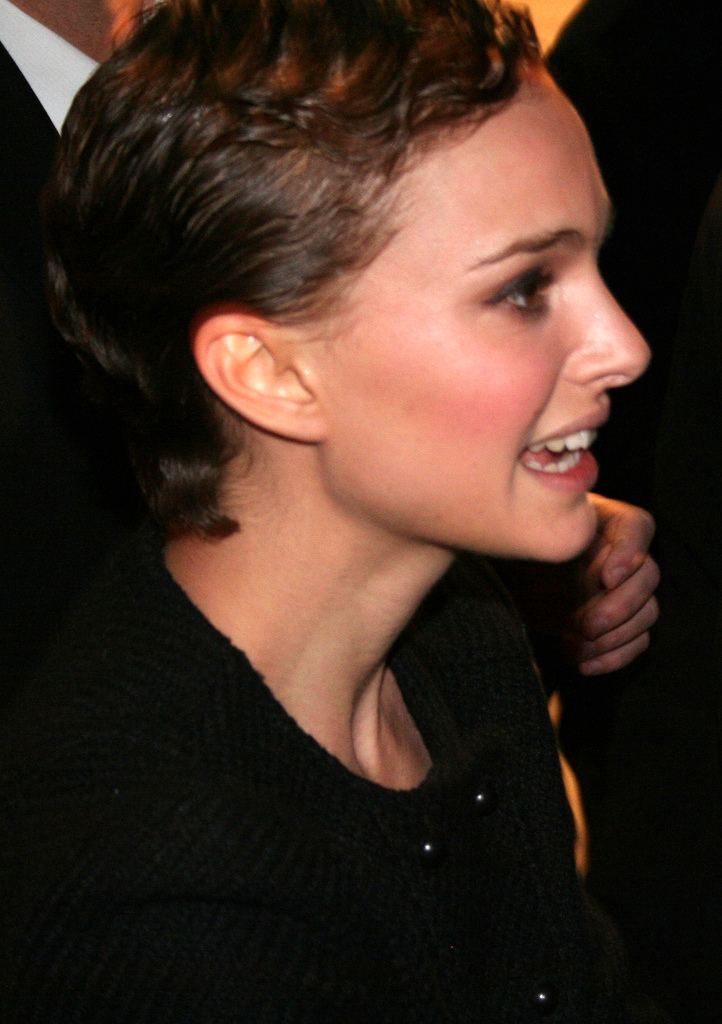
ناتالی پورتمن، بازیگر نقش ایوی در جشنواره بین‌المللی فیلم برلین

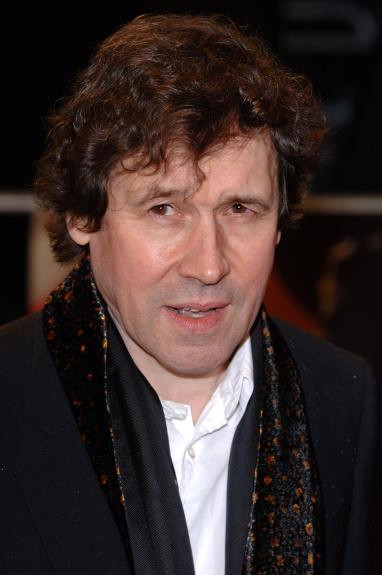
استیون ری بازیگر نقش بازرس فنچ در سال ۲۰۱۰

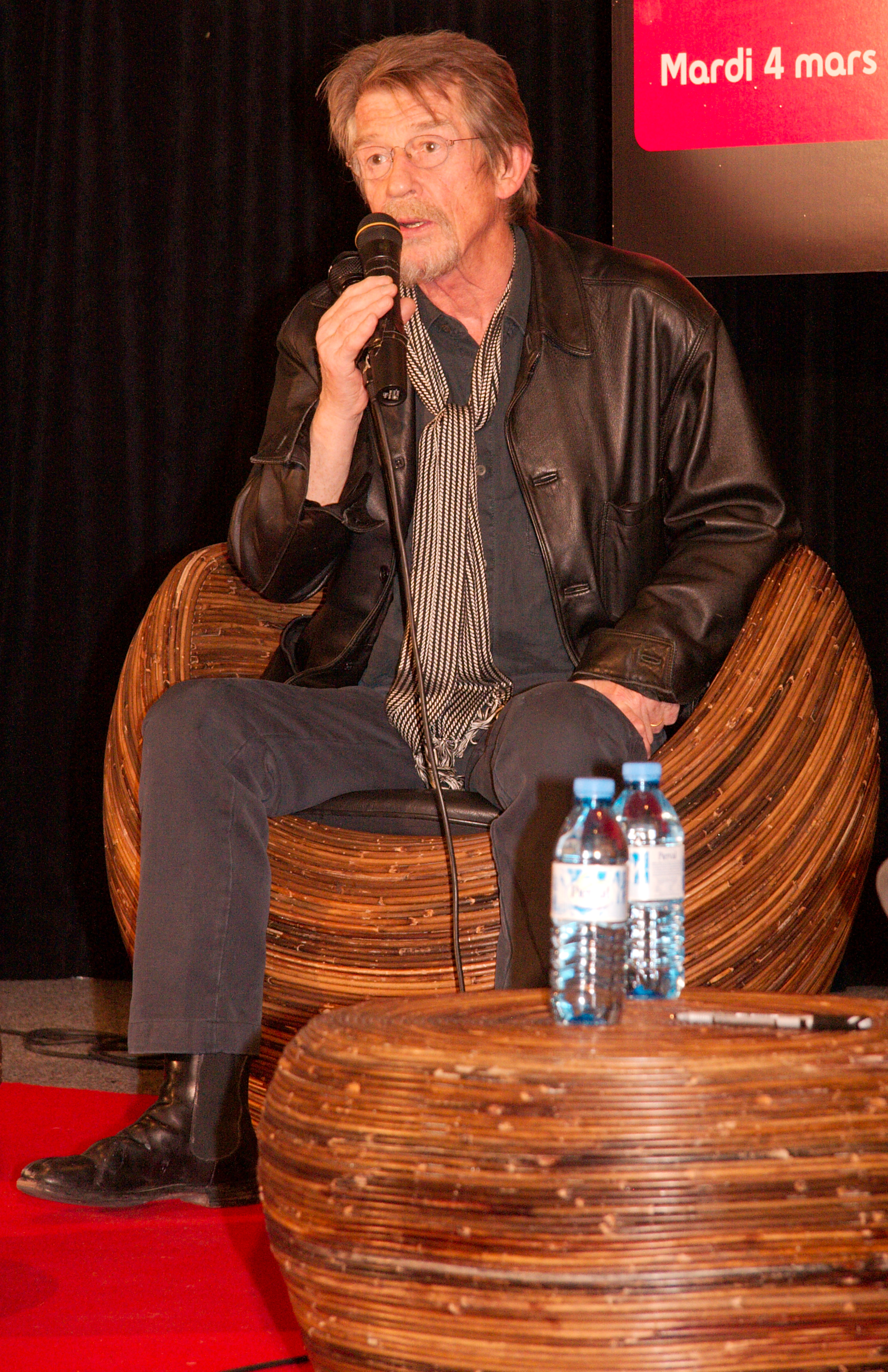
جان هرت بازیگر نقش آدام ساتلر در سال ۲۰۰۷ در پاریس (فرانسه)

- هوگو ویوینگ در نقش وی:

یک تروریست آنارشیست حرفه ای و ماهر که بدون خواسته خودش و از روی اجبار در معرض آزمایش‌های نورسفایر قرار می‌گیرد. در ابتدا قرار بود جیمز پیورفوی این نقش را بازی کند، اما شش هفته مانده به شروع فیلم برداری از این کار منصرف شد، بر طبق گزارشان او اعلام کرده بود که با ماسک بازی خوبی ارائه نمی‌دهد و دوست دارد بدون ماسک بازی کند، او به خاطر این موضوع با عوامل فیلم مشکل پیدا می‌کند و هوگو ویوینگ جایگزین این نقش می‌شود.
- ناتالی پورتمن در نقش ایوی هموند:

جیمز مک‌تیگو کارگردان فیلم پورتمن را برای اولین بار در جنگ ستارگان قسمت دوم: حمله کلون‌ها ملاقات کرد. در آنجا پورتمن در حال تمرین لهجه انگلیسی با یک متخصص گویش‌شناسی به نام باربارا برکری بود. جیمز مک‌تیگو دربارهٔ نقش پورتمن در فیلم می‌گوید: «رابطه ایوی و وی چیزی شبیه به رابطه ماتیلدا و لئون در فیلم لئون است.» یکی از نکات مهم بازی پورتمن تراشیدن تمام موهایش در فیلم است. موهای او در یکی از سکانس‌های شکنجه در زندان توسط یک زندانبان از ته تراشیده می‌شود.
- استیون ری در نقش بازرس فنچ:

فینچ رئیس تحقیقات اسکاتلندیارد و بازرس ارشد در تحقیقات پیرامون وی است. او در هنگام بررسی و تحقیقاتش به جرم بزرگ دولت پی می‌برد. هنگامی که از استیون ری می‌پرسند آیا سیاست او را به این فیلم جذب کرد؟ او پاسخ داد: «فکر نمی‌کنم به این دلیل باشد، این فقط یک کتاب کامیک است، البته من به سیاست علاقه دارم. چرا نداشته باشم؟»
- جان هرت در نقش صدراعظم ساتلر:

ساتلر عضو حزب محافظه‌کار، نماینده مجلس و وزیر دفاع بریتانیا و همچنین بنیانگذار نورسفایر است. جان هرت نقش این فرد را ایفا می‌کند.
- استیون فرای در نقش گوردون دیتریچ:

گوردون دیتریچ مجری یک برنامه تلویزیونی کمدی و استیون فرای این نقش را ایفا کرده‌است. در مصاحبه ای از او پرسیده شد که از چه چیز این شخصیت خوشش می‌آید و او پاسخ داد: «کتک خوردن! من تا به حال در هیچ فیلمی مورد ضرب و شتم قرار نگرفته بودم و از فکر اینکه قرار بود با چماق کشته شوم هیجان زده بودم.»
- تیم پیگات-اسمیت در نقش پیتر کریدی، رئیس حزب نورسفایر و رئیس پلیس مخفی بریتانیا.[۱۳]
- روپرت گراوس در نقش دومینیک استون، ستوان بازرس فینچ.
- راجر آلام در نقش لوییز پروترو، «صدای لندن»، سخنگوی حزب نورسفایر و فرمانده پیشین اردوگاه اجباری لارکهیل.
- جان استندینگ در نقش آنتونی جیمز، اسقف فاسد کلیسای وست‌مینستر.
- ادی مارسن در نقش برایان اتریج، رئیس بخش نظارت صوتی دولت.
- بن مایلز در نقش راجر، رئیس بخش تبلیغات دولت و مدیر اجرایی شبکه تلویزیونی بریتانیا.
- گای هنری در نقش کنراد هیر، رئیس بخش نظارت تصویری دولت.
- شینید کیوسک در نقش دلیا سورریج، پزشک ارشد پیشین مرکز بازداشت لارکهیل و خدمت در پزشکی قانونی.
- ناتاشا وایتمن در نقش والکری پیج، زندانی در زندان.

## یادداشت
1. ↑  وندتا (Vendetta) به معنای انتقام است و نام این فیلم در ایران «ا» مثل انتقام یا «ک» مثل کین‌خواهی نیز ترجمه شده‌است. همچنین در دوبله فارسی فیلم نام آن «انتقام‌جو» ترجمه شده‌است.